# Campagna della Virginia settentrionale
Per Campagna della Virginia settentrionale si intende una serie di battaglie (combattute in Virginia dall'agosto al settembre 1862 nel contesto della guerra di secessione americana) a seguito delle quali il generale confederato Robert E. Lee sconfisse il generale maggiore John Pope e la sua Armata della Virginia.

## Contesto
Dopo l'insuccesso ottenuto dal generale nordista George B. McClellan nella Campagna Peninsulare e nelle Battaglie dei Sette Giorni del giugno 1862, il presidente Abraham Lincoln nominò Pope –che aveva fama di essere un comandante più aggressivo del suo predecessore – comandante dell'Armata della Virginia (che era appena stata costituita).
Dal canto suo il Generale confederato Lee decise di organizzare la sua Armata Confederata della Virginia Settentrionale sotto due comandi di circa 55 000 uomini affidati al Maggior Generale James Longstreet e al Mag. Gen. Thomas "Stonewall" Jackson.
Lo scopo di Pope era di proteggere Washington e la Valle dello Shenandoah e cercare al tempo stesso di alleggerire la pressione su McClellan muovendo in direzione di Gordonsville. A tal fine Pope inviò la cavalleria (guidata da John Porter Hatch) a danneggiare la linea ferroviaria che collegava Gordonsville, Charlottesville e Lynchburg (Virginia). Quando però Hatch giunse a Gordonsville scoprì che le truppe confederate di Stonewall Jackson l'aveva già occupata e la presidiavano con oltre 14 000 uomini.
Lee dal canto suo aveva pianificato una strategia molto ambiziosa: approfittando del fatto che le forze nordiste erano divise tra McClellan e Pope (che si trovavano a grande distanza l'uno dall'altro) avrebbe cercato di distruggere Pope prima di attaccare McClellan.
Il 26 luglio 1862 Lee seppe dal capitano John Singleton Mosby (che essendo stato prigioniero dei nordisti nella zona di Hampton Roads aveva potuto osservare i movimenti delle truppe dell'Unione) che le truppe del generale Ambrose Burnside stavano per arrivare a rinforzo di Pope. Era dunque necessario accelerare i tempi dell'offensiva anticipando l'arrivo di nuove truppe nordiste. Lee incaricò il general maggiore Ambrose Powell Hill di raggiungere "Stonewall" Jackson con circa 12 000 uomini.
Dopo una serie di violenti scontri i due eserciti si affrontarono per la seconda volta in poco tempo a Bull Run dove "Stonewall" Jackson costrinse le truppe di Pope ad una precipitosa ritirata verso Centreville.

## Conseguenze
La Campagna della Virginia settentrionale fu particolarmente gravosa per entrambe le parti sia in termini economici che di perdita di uomini.
L'insuccesso di Pope causò grandi polemiche e solo grazie ai suoi legami politici e di amicizia con il presidente Abraham Lincoln non venne cacciato dall'esercito ma venne trasferito a Milwaukee per poi essere incaricato di sedare la rivolta Sioux.
L'Armata della Virginia unionista venne sciolta e confluì nell'Armata del Potomac del generale George B. McClellan, comandante di tutte le forze nordiste nei dintorni di Washington.

Dopo il successo in Virginia, Lee decise di attraversare il Potomac e di invadere il Maryland dando inizio alla Campagna del Maryland.

## Battaglie
- Battaglia di Cedar Mountain: il 9 Agosto 1862 le forze dell'Unione di Nathaniel Banks attaccarono i confederati di Stonewall Jackson; il contrattacco sudista fece ritirare i nordisti.
- Prima battaglia di Rappahannock Station:
- Operazioni di Manassas Station:
- Battaglia di Thoroughfare Gap:
- Seconda battaglia di Bull Run:
- Battaglia di Chantilly: